# Frederik van Brandenburg-Bayreuth
Frederik van Brandenburg-Bayreuth (Weferlingen, 10 mei 1711 — Bayreuth, 26 februari 1763) was van 1735 tot aan zijn dood markgraaf van Brandenburg-Bayreuth. Hij behoorde tot het Huis Hohenzollern.

## Levensloop
Frederik was de oudste zoon van markgraaf George Frederik Karel van Brandenburg-Bayreuth en Dorothea van Sleeswijk-Holstein-Sonderburg-Beck, dochter van hertog Frederik Lodewijk van Sleeswijk-Holstein-Sonderburg-Beck. Hij genoot een omvangrijke opvoeding en opleiding en studeerde aan de sterk calvinistisch georiënteerde Universiteit van Genève. Op jonge leeftijd werd hij vrijmetselaar. Na zijn studies maakte hij een grand tour door Frankrijk, de Oostenrijkse Nederlanden en de Republiek der Zeven Verenigde Nederlanden.
In 1735 volgde Frederik zijn vader op als markgraaf van Brandenburg-Bayreuth. Hij kwam onvoorbereid op de troon, omdat zijn vader en zijn ministers hem buiten de regeringszaken hadden gehouden. Zijn echtgenote Wilhelmina van Pruisen, die een sterke persoonlijkheid had, probeerde invloed uit te oefenen op de zwakke en labiele Frederik om hem in de richting van een pro-Pruisische politiek te leiden. Ze slaagde echter geen invloed te verkrijgen op de adviseurs van Frederik. Uiteindelijk lukte het Wilhelmina om invloed te verwerven door de jonge secretaris Philipp Elrodt, die ze met de financiële aangelegenheden belastte. Die zou later uitgroeien tot eerste minister. Elrodt pakte de corruptie en het geknoei bij de ministers en ambtenaren aan, ontdekte financiële onregelmatigheden, werkte de oude schulden weg en zorgde voor nieuwe inkomstenbronnen. 
De hoogopgeleide Frederik was een promotor van de kunsten en de wetenschappen. Zo stichtte hij in 1742 de Landsuniversiteit van Bayreuth, die hij een jaar later naar Erlangen verhuisde. In 1756 stichtte hij de kunstacademie van Bayreuth en van 1744 tot 1748 bouwde hij in de stad het Markgrafelijk Operahuis. Ook breidde hij de Hermitage uit door de bouw van het Nieuwe Hermitageslot met zonnetempel en bouwde hij in 1754 het Nieuwe Slot van Bayreuth, nadat het Oude Slot afgebrand was. Als markgraaf van Brandenburg-Bayreuth was hij tevens een verlicht vorst. Als bijnaam droeg hij de Veelgeliefde. 
Frederik vervulde ook militaire opdrachten. Zijn schoonvader, koning Frederik Willem I van Pruisen, droeg hem het Pommerse Dragondersregiment van Ansbach-Bayreuth over. Ook werd hij generaal-veldmaarschalk van de Frankische Kreits en hoofd van het Kurassiersregiment van de Frankische Kreits. Hij probeerde zijn land buiten de conflicten van Oostenrijk en Pruisen te houden, wat hem met grote moeite lukte. Tijdens de Zevenjarige Oorlog deed hij omvangrijke bemiddelingspogingen om de oorlogshandelingen te beëindigen.
In februari 1763 stierf Frederik op 51-jarige leeftijd. Omdat hij zonder mannelijke nakomelingen stierf, werd hij opgevolgd door zijn oom Frederik Christiaan.

## Huwelijken en nakomelingen
Op 30 november 1731 huwde Frederik met Wilhelmina (1709-1758), dochter van koning Frederik Willem I van Pruisen. Ze kregen een dochter:
- Elisabeth Frederica Sophia (1732-1780), huwde in 1748 met hertog Karel Eugenius van Württemberg

Op 20 september 1759 huwde hij met zijn tweede echtgenote Sophia Carolina Maria (1737-1817), dochter van hertog Karel I van Brunswijk-Wolfenbüttel. Dit huwelijk bleef kinderloos.

## Voorvaderen
| Frederik van Brandenburg-Bayreuth             | Frederik van Brandenburg-Bayreuth                                                                                               | Frederik van Brandenburg-Bayreuth                                                                                               | Frederik van Brandenburg-Bayreuth                                                                                        | Frederik van Brandenburg-Bayreuth                                                                                        | Frederik van Brandenburg-Bayreuth | Frederik van Brandenburg-Bayreuth | Frederik van Brandenburg-Bayreuth | Frederik van Brandenburg-Bayreuth |
| --------------------------------------------- | --- | --- | --- | --- | --- | --- | --- | --- |
| Overgrootouders                               | George Albrecht van Brandenburg-Bayreuth (1619-1666) ∞ Maria Elisabeth van Sleeswijk-Holstein-Sonderburg-Glücksburg (1628-1664) | George Albrecht van Brandenburg-Bayreuth (1619-1666) ∞ Maria Elisabeth van Sleeswijk-Holstein-Sonderburg-Glücksburg (1628-1664) | Albrecht Frederik van Wolfstein (1644-1693) ∞ Sophia Luise zu Castell-Remlingen (1645–1717)                              | Albrecht Frederik van Wolfstein (1644-1693) ∞ Sophia Luise zu Castell-Remlingen (1645–1717)                              | August Filips van Sleeswijk-Holstein-Sonderburg-Beck (1612–1675) ∞ Maria Sibylla van Nassau-Saarbrücken (1628–1699)                               | August Filips van Sleeswijk-Holstein-Sonderburg-Beck (1612–1675) ∞ Maria Sibylla van Nassau-Saarbrücken (1628–1699)                               | Ernst Günther van Sleeswijk-Holstein-Augustenburg (1609-1689) ∞ Augusta van Sleeswijk-Holstein-Sonderburg-Glücksburg (1633-1701)                  | Ernst Günther van Sleeswijk-Holstein-Augustenburg (1609-1689) ∞ Augusta van Sleeswijk-Holstein-Sonderburg-Glücksburg (1633-1701)                  |
| Grootouders                                   | Christiaan van Brandenburg-Bayreuth (1661-1708) ∞ Sophie Christiane van Wolfstein (1667-1737)                                   | Christiaan van Brandenburg-Bayreuth (1661-1708) ∞ Sophie Christiane van Wolfstein (1667-1737)                                   | Christiaan van Brandenburg-Bayreuth (1661-1708) ∞ Sophie Christiane van Wolfstein (1667-1737)                            | Christiaan van Brandenburg-Bayreuth (1661-1708) ∞ Sophie Christiane van Wolfstein (1667-1737)                            | Frederik Lodewijk van Sleeswijk-Holstein-Sonderburg-Beck (1653–1728) ∞ Louise Charlotte van Sleeswijk-Holstein-Sonderburg-Augustenburg (1658-1740 | Frederik Lodewijk van Sleeswijk-Holstein-Sonderburg-Beck (1653–1728) ∞ Louise Charlotte van Sleeswijk-Holstein-Sonderburg-Augustenburg (1658-1740 | Frederik Lodewijk van Sleeswijk-Holstein-Sonderburg-Beck (1653–1728) ∞ Louise Charlotte van Sleeswijk-Holstein-Sonderburg-Augustenburg (1658-1740 | Frederik Lodewijk van Sleeswijk-Holstein-Sonderburg-Beck (1653–1728) ∞ Louise Charlotte van Sleeswijk-Holstein-Sonderburg-Augustenburg (1658-1740 |
| Ouders                                        | George Frederik Karel van Brandenburg-Bayreuth (1688-1735) ∞ Dorothea van Sleeswijk-Holstein-Sonderburg-Beck (1685-1761)        | George Frederik Karel van Brandenburg-Bayreuth (1688-1735) ∞ Dorothea van Sleeswijk-Holstein-Sonderburg-Beck (1685-1761)        | George Frederik Karel van Brandenburg-Bayreuth (1688-1735) ∞ Dorothea van Sleeswijk-Holstein-Sonderburg-Beck (1685-1761) | George Frederik Karel van Brandenburg-Bayreuth (1688-1735) ∞ Dorothea van Sleeswijk-Holstein-Sonderburg-Beck (1685-1761) | George Frederik Karel van Brandenburg-Bayreuth (1688-1735) ∞ Dorothea van Sleeswijk-Holstein-Sonderburg-Beck (1685-1761)                          | George Frederik Karel van Brandenburg-Bayreuth (1688-1735) ∞ Dorothea van Sleeswijk-Holstein-Sonderburg-Beck (1685-1761)                          | George Frederik Karel van Brandenburg-Bayreuth (1688-1735) ∞ Dorothea van Sleeswijk-Holstein-Sonderburg-Beck (1685-1761)                          | George Frederik Karel van Brandenburg-Bayreuth (1688-1735) ∞ Dorothea van Sleeswijk-Holstein-Sonderburg-Beck (1685-1761)                          |
| Frederik van Brandenburg-Bayreuth (1711-1763) | | | | | | | | |

- Gemeinsame Normdatei: 118535641
- International Standard Name Identifier: 0000 0003 8295 5021
- Library of Congress Control Number: n82055888
- Nederlandse Thesaurus van Auteursnamen: 072149914
- Système universitaire de documentation: 199190933
- Virtual International Authority File: 267820176
- WorldCat: E39PBJktpvjRbC3d7JJxX7tYfq